# Donald E. Stewart
Pour les articles homonymes, voir Donald Stewart et Stewart.
Donald E. Stewart (né le 24 janvier 1930 à Détroit, Michigan et mort le 28 avril 1999  à Los Angeles) est un scénariste américain.
Donald E. Stewart a remporté l'Oscar de la meilleure adaptation en 1982 pour le film Missing de Costa-Gavras.

## Filmographie partielle

### Cinéma
- 1976 : La Prison du viol de Michael Miller
- 1978 : Les Gladiateurs de l'an 3000 (Deathsport) d'Allan Arkush, Nicholas Niciphor et Roger Corman
- 1982 : Missing de Costa-Gavras
- 1990 : À la poursuite d'Octobre rouge de John McTiernan
- 1992 : Jeux de guerre de Phillip Noyce
- 1994 : Danger immédiat de Phillip Noyce
- 2017 : Hostiles de Scott Cooper

### Télévision
- 1997 : Dead Silence (téléfilm)
- 1997 : Macon County Jail (téléfilm)